# جبار عبد القدوس
جبار عبد القدوس، لاعب كرة قدم كويتي سابق. لعب مع نادي الكويت، وكان هداف كأس الأمير 1976/1977 برصيد 4 أهداف. سجل هدف في نهائي كأس الأمير 1979/1980، وهدف في نهائي كأس الأمير 1981/1982.